# Il brindisi di Girella
Il brindisi di Girella è una poesia scritta da Giuseppe Giusti e pubblicata nel 1840.
Il componimento satirico è dedicato al Talleyrand, citato dal Giusti come rappresentante della classe politica dell'epoca, del quale l'autore con arguzia e impietosamente mette in luce i più comuni difetti..
Circolò anche con il titolo Ai liberali del 1831, oggi Avvocati del Fisco. Nel numero del 15 agosto 1842 de L'apostolato popolare fu stampata con il titolo errato di Ai liberali del 1821, oggi Avvocati del Fisco.

## Satira
Girella, il protagonista del componimento, aveva la caratteristica di cambiare opinione in continuazione, schierandosi sempre dalla parte del più forte, del vincitore e di ciò si vantava. Il termine "Girella" poi entrò nella cultura popolare sia nel linguaggio politico che in quello giornalistico, indicando una persona senza polso, un voltabandiera.